# Ėkarma
Ėkarma (in russo Экарма; in giapponese 越渇磨島, Ekaruma-tō) è un'isola russa che fa parte dell'arcipelago delle Isole Curili ed è situata nel Mare di Ochotsk. Amministrativamente fa parte del Severo-Kuril'skij rajon dell'oblast' di Sachalin, nel Circondario federale dell'Estremo Oriente. Il suo nome viene dalla lingua ainu e significa "ancoraggio sicuro". L'isola è disabitata.

## Geografia
Ėkarma si trova nella parte settentrionale delle isole Curili, 8 km a nord-ovest di Šiaškotan, da cui la divide lo stretto Ėkarma. L'isola ha una forma ovale, è lunga circa 7,5 km e larga 5 km. La sua superficie è di 30 km². Sull'isola non c'è acqua potabile; sono presenti delle sorgenti calde sulfuree. A 29 km a ovest dell'isola si trova Čirinkotan.

## Il vulcano
L'isola è costituita da due coni vulcanici ravvicinati, chiamati collettivamente Ėkarma (вулкан Экарма), la cui altezza è di 1170 m s.l.m. (il cono occidentale), l'altro, verso est, raggiunge i 552 m.
Il vulcano è attivo, ci sono registrazioni di eruzioni nel 1767-1769 e nel 1980; l'ultima eruzione risale al 2010.

## Flora e fauna
Sull'isola è presente l'Empetrum e vicino alla costa ci sono macchie di ontano. Le coste sono ricche di Laminaria, una specie delle alghe brune.
Vi sono colonie di leoni marini di Steller ed è luogo di nidificazione di molti uccelli marini, tra i quali il fulmaro, il pulcinella dai ciuffi, e altre specie di gabbiani.

## Storia
Al momento del contatto con gli europei, l'isola era visitata dalle tribù degli Ainu nelle loro battute di caccia e pesca, non aveva una popolazione permanente a causa della mancanza di sorgenti d'acqua dolce.
Ėkarma appare su una mappa ufficiale dei territori del clan Matsumae, un dominio feudale del periodo Edo in Giappone (1644), domini confermati ufficialmente dallo shogunato Tokugawa nel 1715. 
Successivamente la sovranità passò all'Impero russo, in base ai termini del Trattato di Shimoda nel 1855, poi all'Impero giapponese (nel 1875) con il Trattato di San Pietroburgo, insieme al resto delle isole Curili. Amministrativamente l'isola faceva parte della sottoprefettura di Nemuro, nella prefettura di Hokkaidō.
Dopo la seconda guerra mondiale, l'isola passò sotto il controllo dell'Unione Sovietica e attualmente fa parte della Federazione Russa.